# Maćica Serbska
Maćica Serbska (el Rusc Sòrab) és una societat científica i cultural dels sòrabs. Els seus objectius són promoure la ciència sòrab i la difusió d'informació sobre els sòrabs i la seva cultura. És l'associació sòraba més antiga que encara és activa.

## Història
La societat va ser fundada el 1847 a Bautzen per Handrij Zejler i Jan Arnošt Smoler, entre d'altres, com a associació per a la publicació de llibres en sòrab i durant molts anys serà el principal centre d'activitats culturals i científiques. Per tal de divulgar els seus descobriments en lingüística, història, literatura, història, etnografia i la demografia van publicar el butlletí Časopis Maćicy Serbskeje (1848-1937). Durant la revolució de 1848 enviaren una petició a la cort del Regne de Saxònia per tal que es pogués ensenyar el sòrab en peu d'igualtat amb l'alemany. Durant la segona meitat del segle xix va tenir un paper fonamental en la creació d'una llengua literària unificada amb l'alt sòrab, sobretot amb l'esforç investigador del seu president honorari Arnošt Muka.
El 1880 es va crear una divisió a la Baixa Lusàcia, Maśica Serbska, amb seu a Cottbus. Gràcies a les donacions dels sòrabs emigrats es va construir una nova seu a l'anomenada Wendische Haus (1904), que acollia el museu, arxiu, biblioteca de la societat i galeria de fotografies. Endemés, altres clubs sòrabs feien servir la casa com a centre de reunions i celebracions d'esdeveniments culturals i nacionals.
El 1937 les autoritats nazis van prohibir totes les activitats públiques de la societat; el 1941 van confiscar els béns de l'associació, que fou dissolta per la força. Durant la batalla de Bautzen (primavera de 1945) la Wendisches Haus fou totalment destruïda.
Immediatament després de la guerra, la societat va continuar les seves activitats sobretot en els camps de la lingüística i la història. Per ordres de les autoritats d'ocupació soviètica, Maćica Serbska hagué de renunciar a la seva independència i es va integrar a Domowina. La creació de l'Institut Sòrab Nacional d'Investigació (Serbski institut) el 1951 ha donat base institucional a la ciència sòraba.
Després dels canvis política amb la caiguda del Mur de Berlín, Maćica Serbska fou restablida el 1991, encara que des del 1992 considera Domowina com a organització paraigua de les societats sòrabs.

## Activitats
Organitza treballs de literatura i història nacional sòrab. També participa en trobades i conferències internacionals amb altres organitzacions científiques eslaves. També organitza conferències populars a les aldees de la zona d'assentament sòrab. L'associació també manté i restaura els monuments sòrabs i també va iniciar la creació de nous monuments a la història cultural sòrab.
Manté contactes de treball amb les associacions Matica Slezská, Matice Moravská, Matica Slovenská, Matica Srpska així com amb els clubs sòrabs d'Alemanya. Cada any la Junta organitza una trobada, gairebé sempre el dissabte després de Pasqua, a Bautzen.
L'associació comptava el 2006 amb 120 membres registrats, que no sols es troben a la regió de Lusàcia sinó també en altres parts d'Alemanya, Rússia, Polònia, República Txeca, Eslovàquia, Anglaterra, Finlàndia i els Països Baixos.

## Membres destacats
- Ludvík Kuba, pintor txec
- Pětr Młónk, escriptor sòrab
- Arnošt Muka, lingüista
- William Krause, artista alemany
- Bogumil Šwjela, clergue protestant i lingüista
- Georg Wuschanski, bisbe catòlic i traductor de la bíblia
- Mjertyń Moń (1848–1905), sacerdot i lingüista